# Edney Gouvêa Mattoso
 Dom Edney Gouvêa Mattoso (Rio de Janeiro, 2 de fevereiro de 1957) é um bispo católico brasileiro e emérito da Diocese de Nova Friburgo. Destaca-se por sua atuação na área de ensino religioso.

## Vida e Biografia Eclesiástica
Entrou para o Seminário em 1984, já em idade adulta. Já era licenciado e Bacharel em Ciências Biológicas e havia trabalhado durante 8 anos no Magistério. Foi ordenado sacerdote em 29 de agosto de 1987 pelo cardeal Dom Eugênio de Araújo Sales na Catedral de São Sebastião do Rio de Janeiro. Recebeu de imediato, a provisão para as Paróquias de São Marcos, na Barra da Tijuca e São Pedro do Mar, no Recreio.

## Cargos Exercidos de 1987 a 1989
Cargos exercidos de 1987 a 1989:
Membro da Comissão Arquidiocesana de Liturgia (1987)
Membro da Comissão Arquidiocesana da Pastoral Vocacional (1987)
Prefeito de disciplina do Seminário Arquidiocesano São José (1987)
Vigário Paroquial na Paróquia São Marcos, na Barra da Tijuca (1987)
Vigário Paroquial na Paróquia São Pedro do Mar, na Barra da Tijuca (1987)
Chefe de Gabinete (interino) do Cardeal Dom Eugenio de Araujo Sales (1988)
Coordenador Geral da Linha 3 de Evangelização e Catequese (1988)
Pároco da Paróquia São Marcos, na Barra da Tijuca (1989)
Pároco da Paróquia Imaculada Conceição, no Recreio dos Bandeirantes (1989)
Pároco da Paróquia São Pedro do Mar, na Barra da Tijuca (1989)

## Cargos Exercidos de 1989 a 2000
Em 31 de dezembro de 1989: Pároco da Paróquia Nossa Senhora Estrela do Mar, no Recreio, que após consulta popular da comunidade recebeu o nome de Imaculada Conceição do Recreio.
Membro do Conselho Presbiteral de 1995 a 2000, bem como Membro do Colégio de Consultores, no mesmo período. 
Em 1996, criou a Escola Mater Ecclesiae do Recreio. 
Em fevereiro de 1997: Diretor do Departamento Arquidiocesano de Ensino Religioso do Rio de Janeiro. Nesse mesmo ano foi indicado como Assistente Espiritual da Catequese.
Em agosto de 1998: Administrador Paroquial de São Pedro do Mar, fez o translado da Paróquia para o seu local definitivo, onde a comunidade Paroquial se consolidou.
Em 18 de agosto de 1999: Vigário Episcopal do Vicariato Oeste, com sede em Bangu, abrangendo a área de Anchieta a Sepetiba.

## Cargos Exercidos de 2000 a 2010
Em 4 de fevereiro de 2001: Pároco de Nossa Senhora da Conceição, em Realengo. Em Junho de 2001: Cônego Catedrático do Cabido da Catedral do Arcebispado de São Sebastião do Rio de Janeiro. Em 12 de janeiro de 2005: Bispo Titular de Tununa e Auxiliar do Rio de Janeiro. No dia 12 de março de 2005 foi sagrado Bispo (Ordenação Episcopal) na Catedral de São Sebastião, no Rio de Janeiro.
Em 20 de Janeiro de 2010 foi nomeado pelo Papa Bento XVI Bispo da Diocese de Nova Friburgo.

## Cargos que Exerce Atualmente
- Bispo de Nova Friburgo (2010-2020)
- Bispo Animador do Diaconato Permanente do Regional Leste 1 (desde 2012)
- Bispo Animador da Liturgia do Regional Leste 1 (desde 2012)

## Cargos que Exerceu na Arquidiocese de São Sebastião do Rio de Janeiro
- Bispo Animador do Vicariato Episcopal Leopoldina
- Bispo Animador do Ensino Religioso
- Bispo Animador da Pastoral Litúrgica
- Bispo Animador das Escolas Mater Ecclesiae
- Bispo Animador da Música Sacra
- Bispo Animador da Arte Sacra
- Bispo Animador dos Ministérios
- Bispo Animador dos MECEs
- Bispo Animador da Iniciação Cristã
- Bispo Animador da Pastoral da Educação
- Bispo Animador do Conselho de Leigos do Brasil no Regional Leste 1
- Diretor das Escolas de Fé e Catequese e Luz e Vida
- Conselheiro da PUC-RJ